# Vyšná Hutka
Vyšná Hutka és un poble i municipi d'Eslovàquia. Es troba a la regió de Košice, a l'est del país.

## Història
La primera referència escrita de la vila data del 1293.

## Demografia
| Godina             | 1994 | 2004   | 2014    | 2024    |
| ------------------ | ---- | ------ | ------- | ------- |
| Nombre de persones | 363  | 356    | 446     | 549     |
| Diferència         |      | −1,92% | +25,28% | +23,09% |

| Godina             | 2023 | 2024   |
| ------------------ | ---- | ------ |
| Nombre de persones | 536  | 549    |
| Diferència         |      | +2,42% |